# ماركوس بارت
ماركوس بارث هو عالم عقيدة سويسري، ولد في 6 أكتوبر 1915، وتوفي في 1 يوليو 1994.